# Udine (métro de Milan)
Pour les articles homonymes, voir Udine (homonymie).
Udine est une station de la ligne 2 du métro de Milan, située piazzale Udine à Milan.